# Casa de David J. Melul
La Casa de David J. Melul es el mejor trabajo modernista de Enrique Nieto, la obra cumbre del modernismo floral melillense y por tanto uno de los edificios más importantes de Melilla. Está ubicado en la plaza de España, dentro del Ensanche Modernista y forma parte del Conjunto Histórico Artístico de la Ciudad de Melilla, un Bien de Interés Cultural.

## Historia

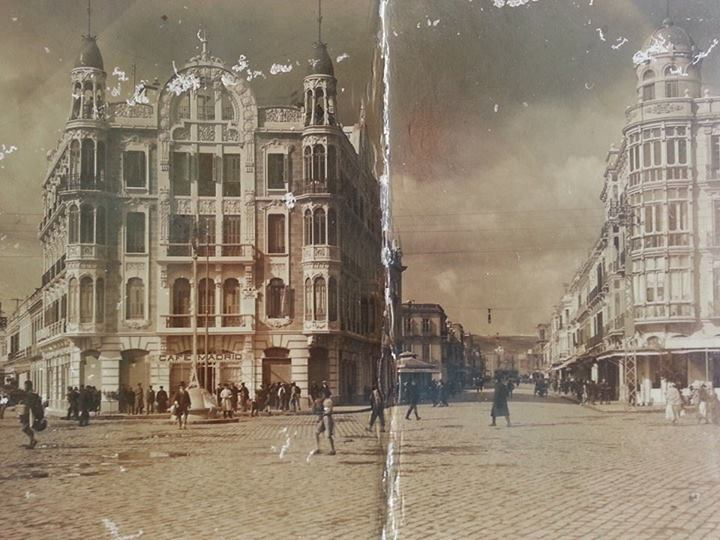
1917

Fue iniciado el 17 de diciembre de 1906 y construido según proyecto Alejandro Rodríguez-Borlado Álvarez de 24 de enero de 1907 en un estilo clasicista, constando entonces de una planta baja y una planta alta. Después de modificarse el trazado de la plaza de España y ampliarse el número de plantas permitida, fue ampliado y "reformado", más bien reconstruido por la Sociedad Española de Estudios y Construcciones aprovechando parte del inmueble de Borlado entre el 12 de julio de 1915 y el 3 de julio de 1917  según proyecto del arquitecto Enrique Nieto volviéndolo modernista y encargo de David J. Melul, un empresario propietario del comercio Gran Bazar Reina Victoria, situado en los bajos del edificio, que además poseía la consignación de la Línea de Vapores Tintoré, el Vapor “Velarde” en Barcelona, y el José Díaz y Compª. en Cádiz, una agencia de aduanas, transportes marítimos, fletamentos, averías, seguros marítimos, vida e incendios, comisiones y representaciones que disfrutaba de la prosperidad que en Melilla era característica de principios de siglo y que permitió la construcción del centro urbano y de los más destacados edificios de la ciudad.
El 29 de enero Nieto realiza la acometida del alcantarillado para Jacobo Salama Hachuel. Sobre 1930 son derribados los templetes y sobre 1970 el arco de la fachada d a la plaza de España debido a su ejecución con materiales muy frágiles.
En 1989 se restauraron las fachadas, y debido al contraste de sus graciosos colores se denominó "La Tarta" y en 2015 se volvieron a restaurar guiados por el estudio de arquitectura Montero & Moreno, recuperándose las balconadas y los colores originales, aunque no se pudieron recuperar los remates.
En el edificio estuvieron además del Gran Bazar Reina Victoria, La Cervecería La Inglesa, en donde Enrique Nieto conocería a Josefa, su futura esposa, el Café Madrid, La Fortuna, AUCONA-Transmediterránea, Postal Express, Óptica Roca, Joyería Londrés y El Palacio de Cristal.

## Descripción
Es el mejor trabajo modernista de Enrique Nieto, la obra cumbre del modernismo floral melillense y por tanto uno de los edificios más importantes de Melilla, gracias a sus maravillosas fachadas, más propias de un mundo delirante de fantasía, que de un edificio de viviendas. En él podemos ver cómo Enrique Nieto era claramente discípulo de Lluís Domènech i Montaner, cómo observamos en la utilización de elementos del genio modernista catalán en esta obra africana. 
Consta de planta baja y otras tres sobre esta, más los cuartos de la azotea. Está construido con paredes de mampostería de piedra local y ladrillo macizo, con bovedillas del mismo ladrillo para los techos, materiales muy humildes.

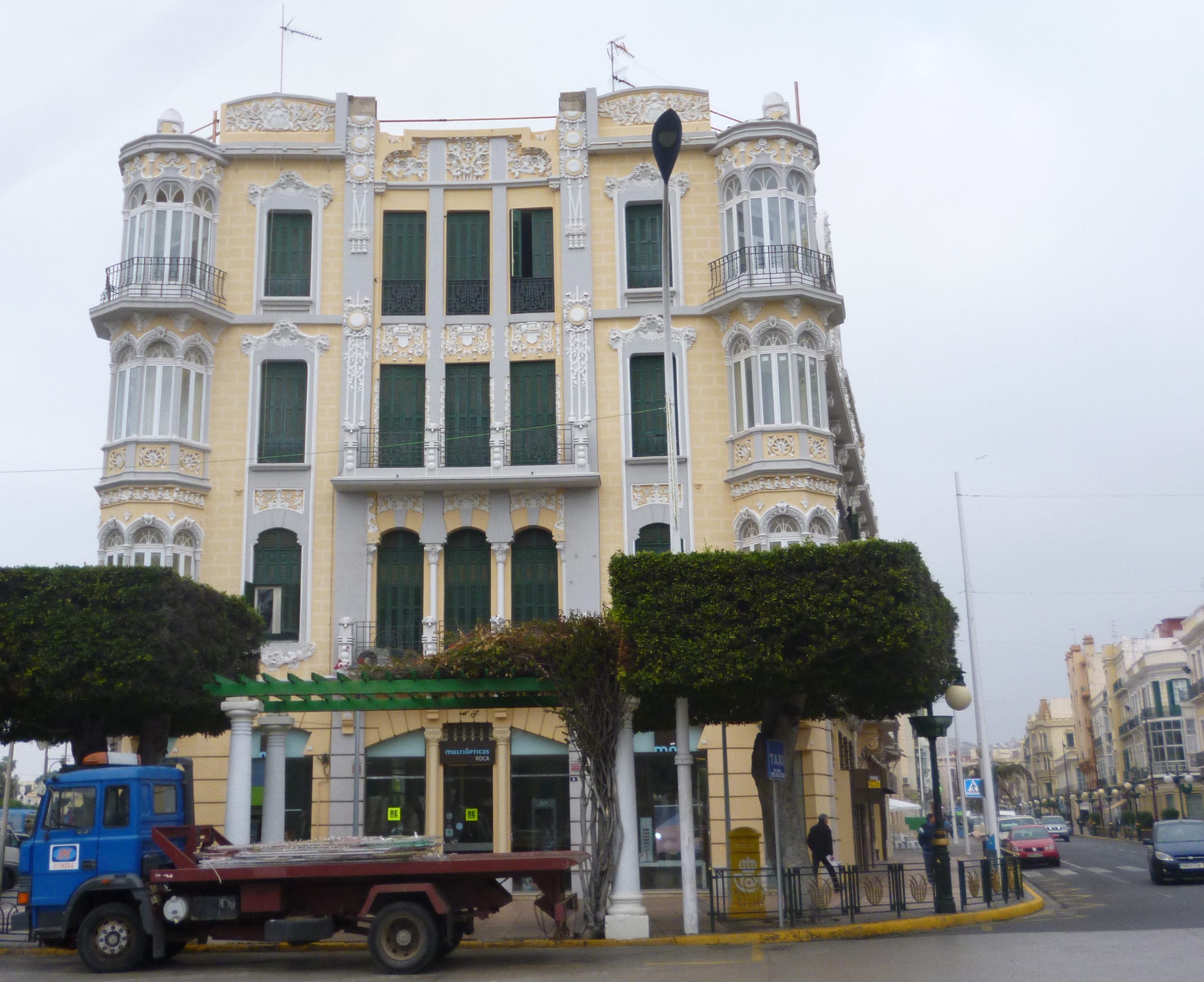
Plaza de España

Sus fachadas dan a tres calles, La Avenida, la plaza de España y a la calle General Marina. De ellas la más importante es la que da a la plaza de España, donde la planta baja, de composición simple, paredes de líneas horizontales que se alternan con columnas de hierro fundido que dan paso a arco escarzano, que sustentan el resto de la composición, unas balconadas corridas, la de la planta principal oculta con una inútil pérgola, con ventanas, cerradas con contraventanas verdes recercadas sobre los paños, que presentan un almohadillado simulado pintado de color salmón, terminando en unos pretiles excepcionalmente decorados con molduras de hojarasca.
Están flanqueadas por miradores situados en los chaflanes de las esquinas, tapados por árboles. Estos son de forma poligonal redondeada, y están compuestos de caras, con finas columnillas que sostienen arcos, con guirnaldas en la planta principal, una moldura que finge el calado en la primera planta y una balconada que lo rodea en la segunda, donde empezaban los templetes con imbricaciones que los remataban, hoy perdidos.
Esta fachada culminaba con un arco segmentado de medio punto, con cenefas en su parte interior y molduras en el resto, perdido en un terremoto en 1940.

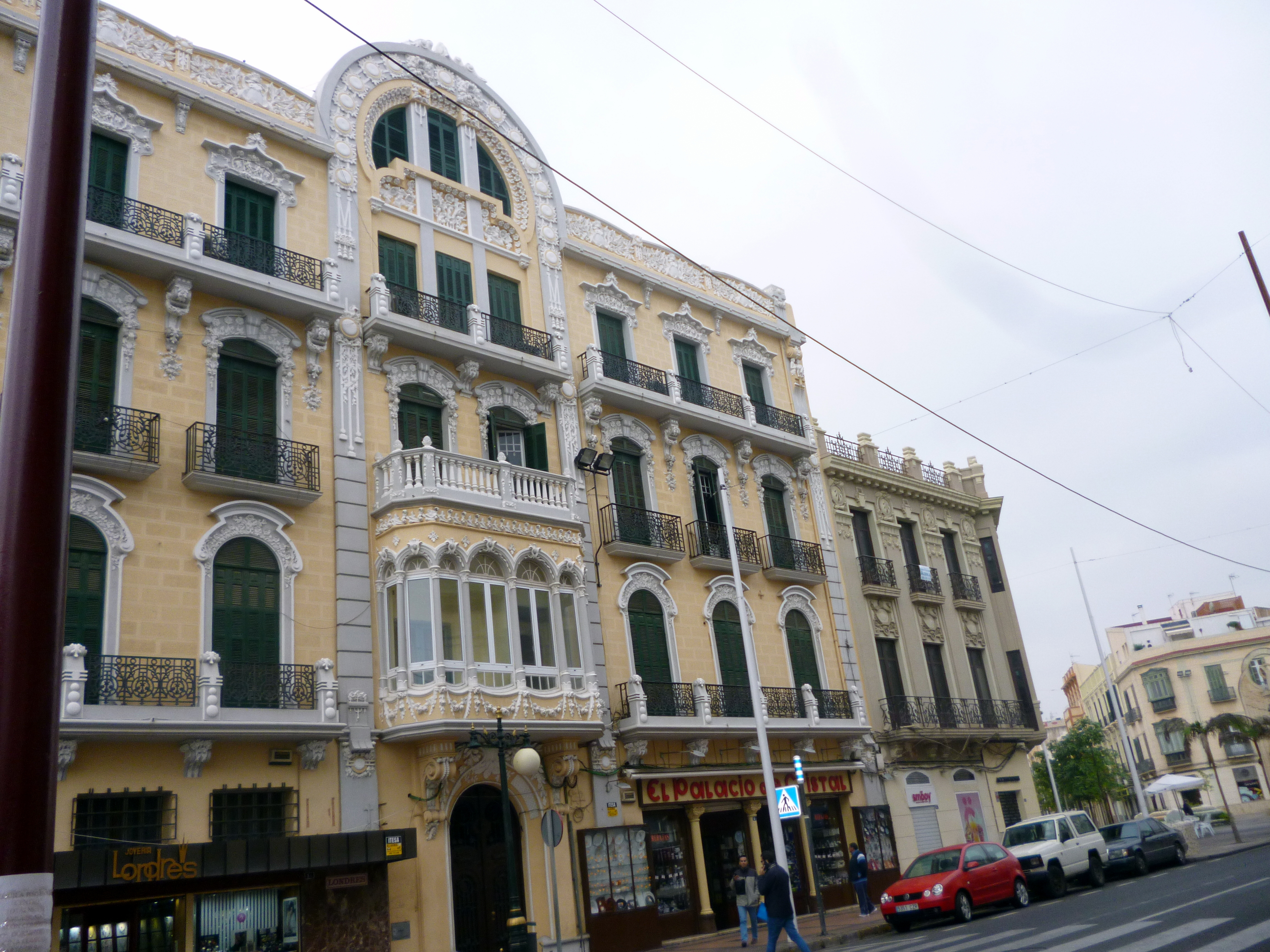
La Avenida

En la fachada de La Avenida destaca el eje central que se inicia con la puerta de entrada al portal en arco y con una magistral moldura. Esta puerta, con un bellísimo trabajo de carpintería y forja, da paso a un precioso vestíbulo el que en su techo se encuentra una excepcional moldura y delante de la escalera se encuentra una excepcional cancela de maravillosos perfiles curvilíneos de madera que sostienen los cristales.
Continuando en el exterior, un mirador rectangular, que inician dos ménsulas y que se componen de arcos apoyadas en columnillas que arrancan en un paño con guirnaldas, éste acaba en una terraza superior con una preciosa balaustrada y ventanas con preciosas molduras. En la segunda planta se sitúa una balconada cerrada con rejerías y en la tercera un otro arco segmentado de medio punto conservado que finaliza la parte. El resto de la fachada, limitado por pilastras de líneas rasgadas, de las cuales las laterales finalizan en esculturas de niñas que juegan y, sobre ellos, vasos de coronación, se compone de muros abiertos por ventanas que dan a balconadas corridas con bellas rejerías de fundición a la arena, con una composición que será el precedente de otros edificios, como Casa La Pilarica, Casa El acueducto y la Casa de Enrique Nieto, con una planta principal de balconada corrida, una planta primera de pequeños balcones individuales y una segunda de balconada corrida, igual que ocurre con la fachada a la calle General Marina, donde a falta de un gran eje central, los paños que rodean a la ventanas central son más largos que los demás.

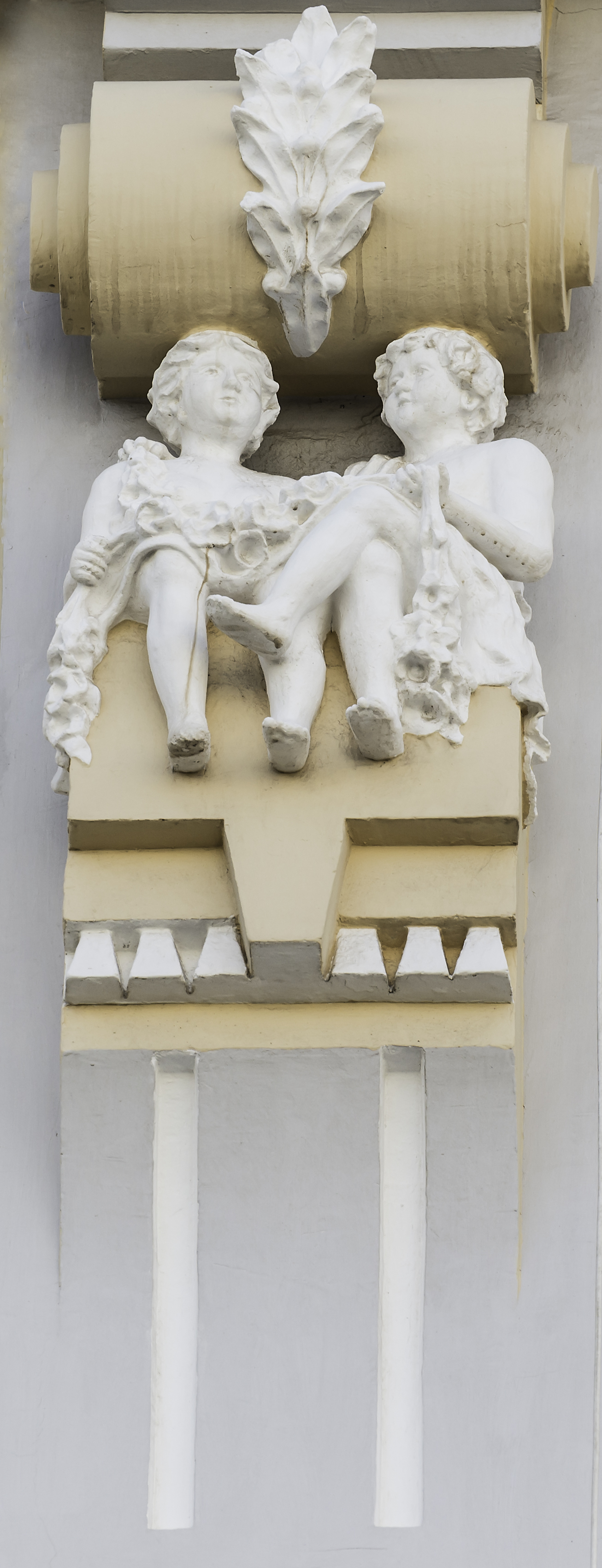
Detalle figurativo en la fachada
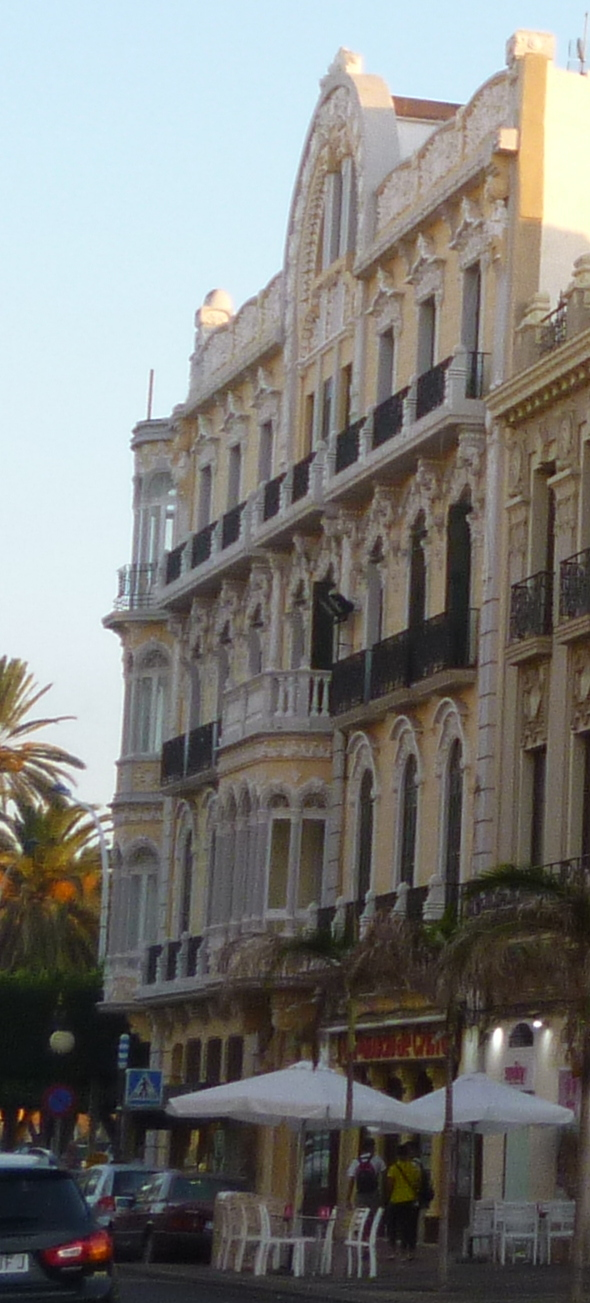
La Avenida
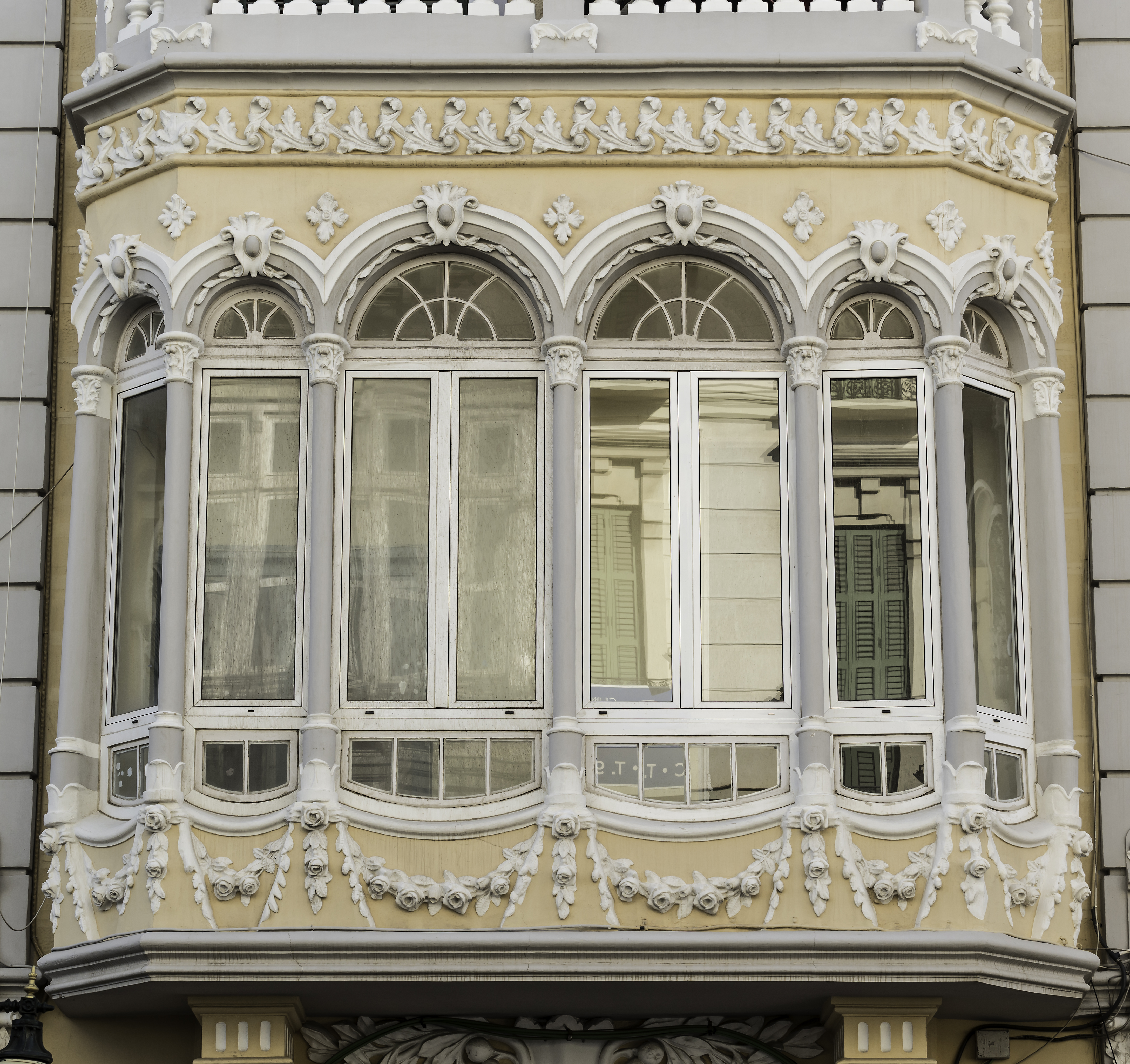
Mirador La Avenida
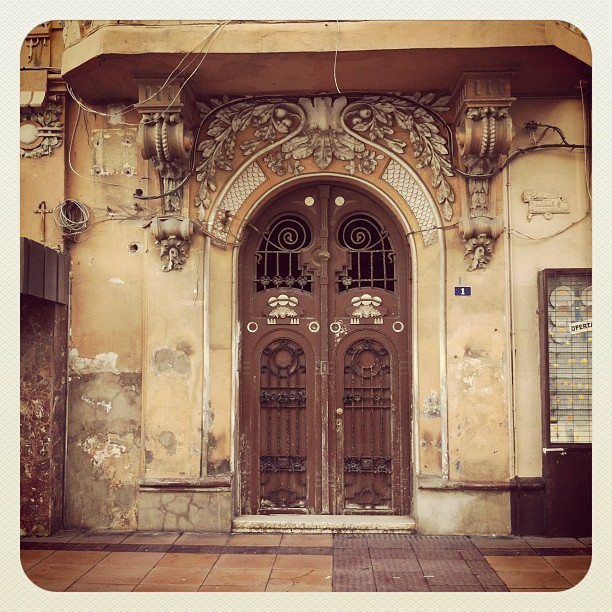
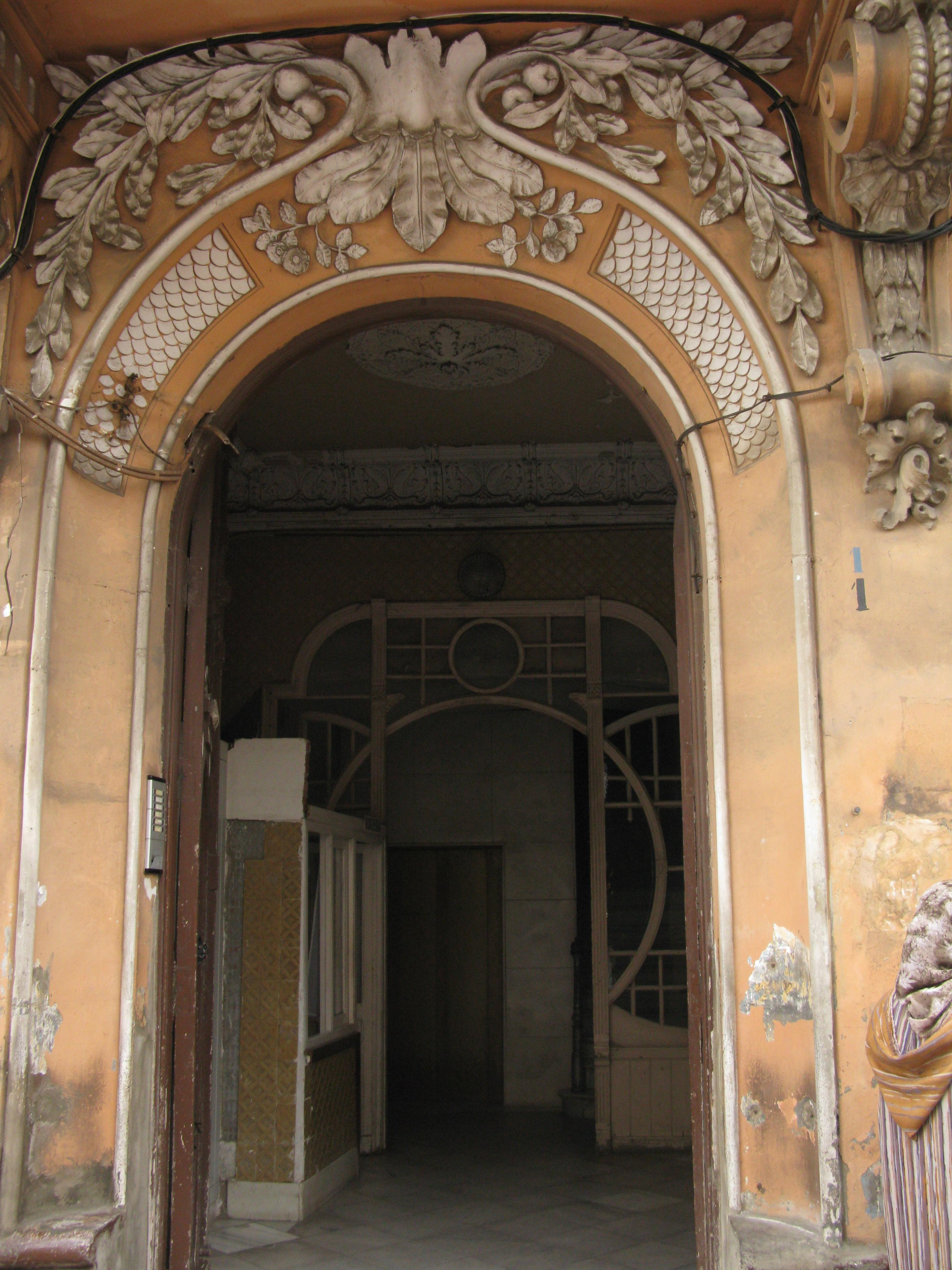